# Manu Trigueros
Manu Trigueros, właśc. Manuel Trigueros Muñoz (ur. 17 października 1991 w Talavera de la Reina) – hiszpański piłkarz występujący na pozycji pomocnika.

## Życiorys
Piłkarską karierę rozpoczął w klubie z rodzinnego miasta, Talavera CF. W latach 2007–2008 trenował z młodzieżowym zespołem Barcelony, a od 2008 do 2010 roku był graczem Realu Murcia. Następnie przeniósł się do Villarrealu. Po spadku tej drużyny do Segunda División (w sezonie 2011/2012) na stałe zadomowił się w pierwszym składzie i był jednym ze sprawców szybkiego powrotu Żółtej Łodzi Podwodnej (El Submarino Amarillo) do elity. W La Liga zadebiutował 19 sierpnia 2013 roku w wygranym 3-2 meczu przeciwko Almeríi. W całym sezonie 2013/2014 Trigueros rozegrał 35 spotkań w hiszpańskiej ekstraklasie i miał wydatny udział w wysokiej 6. lokacie beniaminka z El Madrigal w ostatecznej klasyfikacji. Podopieczni Marcelino wywalczyli prawo gry w Lidze Europy UEFA 2014/2015.

## Statystyki klubowe
| Sezon   | Klub            | Kraj      | Liga               | Mecze | Bramki | Puchar Kraju | Mecze | Bramki | Rozgrywki Europy                    | Mecze | Bramki |
| ------- | --------------- | --------- | ------------------ | ----- | ------ | ------------ | ----- | ------ | ----------------------------------- | ----- | ------ |
| 2008/09 | Real Murcia B   | Hiszpania | Segunda División B | 2     | 0      | -            | -     | -      | -                                   | -     | -      |
| 2009/10 | Real Murcia B   | Hiszpania | Segunda División B | 8     | 1      | -            | -     | -      | -                                   | -     | -      |
| 2010/11 | Villarreal CF B | Hiszpania | Segunda División   | 1     | 0      | -            | -     | -      | -                                   | -     | -      |
| 2011/12 | Villarreal CF B | Hiszpania | Segunda División   | 25    | 3      | -            | -     | -      | -                                   | -     | -      |
| 2012/13 | Villarreal CF   | Hiszpania | Segunda División   | 36    | 3      | Puchar Króla | 1     | 0      | -                                   | -     | -      |
| 2013/14 | Villarreal CF   | Hiszpania | Primera División   | 35    | 2      | Puchar Króla | 3     | 0      | -                                   | -     | -      |
| 2014/15 | Villarreal CF   | Hiszpania | Primera División   | 33    | 1      | Puchar Króla | 7     | 2      | Liga Europy UEFA                    | 10    | 0      |
| 2015/16 | Villarreal CF   | Hiszpania | Primera División   | 31    | 2      | Puchar Króla | 2     | 1      | Liga Europy UEFA                    | 12    | 0      |
| 2016/17 | Villarreal CF   | Hiszpania | Primera División   | 37    | 5      | Puchar Króla | 3     | 1      | Liga Mistrzów UEFA Liga Europy UEFA | 2 3   | 0 1    |
| 2017/18 | Villarreal CF   | Hiszpania | Primera División   | 34    | 3      | Puchar Króla | 3     | 0      | Liga Europy UEFA                    | 7     | 1      |
| 2018/19 | Villarreal CF   | Hiszpania | Primera División   | 24    | 0      | Puchar Króla | 3     | 0      | Liga Europy UEFA                    | 7     | 0      |

Stan na: 7 czerwca 2019 r.